# نادي المهناوية
نادي المهناوية الرياضي هو فريق كرة قدم عراقي مقره في القادسية، يلعب في الدوري العراقي الدرجة الثانية.

## روابط خارجية
- نادي المهناوية على موقع Goalzz.com
- أندية العراق - تواريخ التأسيس